# Calathea stromanthifolia
Calathea stromanthifolia là một loài thực vật có hoa trong họ Marantaceae. Loài này được Rusby mô tả khoa học đầu tiên năm 1907.